# 天忍日命
天忍日命（あまのおしひ の みこと）為《記紀》二書裡的記述，祂是日本神話裡隨著天津彥彥火瓊瓊杵尊降臨葦原中國的神祇，亦是大伴氏祖神。

## 概要

### 日本書紀之記載
《日本書紀》卷第二神代裡的第二種說法提到高皇產靈尊以眞床覆衾裹著天津彦國光彦火瓊瓊杵尊，並引開天磐戸和排開天八重雲，使之降臨葦原中國。此時大伴連遠祖天忍日命、帥來目部遠祖天槵津大來目背負天磐靫、臂著稜威高鞆、手捉天梔弓及天羽羽矢及八目鳴鏑、帶頭槌劍，立於天孫之前。三神抵日向高千穗之山峰，輾轉到了吾田國（今南薩摩市）長屋笠狹之碕時事勝國勝長狹出現，此人請天孫在該地任意遊之。

### 古事記之記載
據《古事記》上卷之記錄，天津日子番能邇邇藝命離開天之石位，撥天之八重雲，挾其神威前往葦原中國。於天浮橋下至浮島，又於浮島下降立於筑紫日向之高千穗之久士布流岳。後來命天忍日命、天津久米命二人取天石箭筒，佩帶頭椎之大刀、天之波士弓及天之真鹿兒矢，立於邇邇藝命之面前而仕奉。

### 其他
雖然《古事記》本身並無記載，但《伴氏系圖》提到天忍日命乃高皇產靈神之子。而神武東征時隨侍在神武天皇之側的道臣命（（日語）ミチオミノミコト），為天忍日命的曾孫。

## 解說
值得注意的是，《古事記》記載天忍日命和天津久米命是同等地位，但是《日本書紀》卷第三記錄神武東征時，提及天忍日命子孫道臣命之屬下為天津久米命之子孫大來目部，二者地位並不對等。

## 信仰
日本祭祀天忍日命的神社並不常見，通常在大伴氏後代居住之地，主要有下列：
- 降幡神社（大阪府南河内郡河南町）
- 油日神社（滋賀縣甲賀市）
- 矢保佐神社（長崎縣壹岐市）

## 內部連結
- 天津彥彥火瓊瓊杵尊
- 天孫降臨
- 天津久米命
- 大伴氏
- 肝付氏

## 外部連結
- （日語）天忍日命 （页面存档备份，存于）